# Inga Gentzel
Inga Gentzel (Suecia, 24 de abril de 1908-1 de enero de 1991) fue una atleta sueca, especialista en la prueba de 800 m en la que llegó a ser medallista de bronce olímpica en 1928.

## Carrera deportiva
En los JJ. OO. de Ámsterdam 1928 ganó la medalla de bronce en los 800 metros, corriéndolos en un tiempo de 2:17.8 s, llegando a meta tras la alemana Lina Radke que batió el récord del mundo con 2:16.8 segundos, y la japonesa Kinue Hitomi (plata).